# Fidelis Gadzama
Fidelis Gadzama (né le 20 octobre 1979) est un athlète nigérian spécialiste du 400 mètres. Il obtint ses meilleurs résultats en participant à des relais 4 × 400 mètres, dont notamment une médaille olympique à Sydney en 2000.

## Carrière

### Palmarès
| Date | Compétition                    | Lieu          | Résultat | Épreuve   | Performance   |
| ---- | ------------------------------ | ------------- | -------- | --------- | ------------- |
| 1998 | Championnats d'Afrique         | Dakar         | 3e       | 4 × 400 m | 3 min 5 s 18  |
| 1999 | Jeux africains                 | Johannesbourg | 1er      | 4 × 400 m | 3 min 1 s 20  |
| 2000 | Jeux olympiques d'été          | Sydney        | 1er      | 4 × 400 m | 2 min 58 s 68 |
| 2001 | Championnats du monde en salle | Lisbonne      | 5e       | 4 × 400 m | 3 min 16 s 53 |

### Records
| Épreuve    | Performance | Lieu  | Date            |
| ---------- | ----------- | ----- | --------------- |
| 400 mètres | 45 s 59     | Lagos | 30 juillet 1999 |